# Rebirth (album de Pain)
Pour les articles homonymes, voir Rebirth (homonymie).
 (novembre 2016).
Si vous disposez d'ouvrages ou d'articles de référence ou si vous connaissez des sites web de qualité traitant du thème abordé ici, merci de compléter l'article en donnant les références utiles à sa vérifiabilité et en les liant à la section « Notes et références ».
Albums de Pain
Pain
(1997) Nothing Remains the Same
(2002)
Rebirth est le deuxième album produit par le groupe de metal industriel suédois Pain, sorti en 1999.

## Liste des titres
| No  | Titre                      | Durée |
| --- | -------------------------- | ----- |
| 1.  | Supersonic Bitch           | 3:44  |
| 2.  | End of the Line            | 4:03  |
| 3.  | Breathing in Breathing out | 3:36  |
| 4.  | Delusions                  | 4:03  |
| 5.  | Suicide Machine            | 4:17  |
| 6.  | Parallel to Ecstasy        | 4:00  |
| 7.  | On and On                  | 3:55  |
| 8.  | 12-42                      | 1:52  |
| 9.  | Crashed                    | 4:02  |
| 10. | Dark Fields of Pain        | 5:00  |
| 11. | She Whipped                | 4:50  |